# Жути камен
Жути камен је планина на Косову и Метохији, која припада Проклетијама, и једна од највиших са врхом висине 2.522 метара. Северно од планине је Руговска клисура, а Копраник је источно од Жутог камена. Близу планине налази се и језеро Жути камен